# Türkische Botschaft Bern

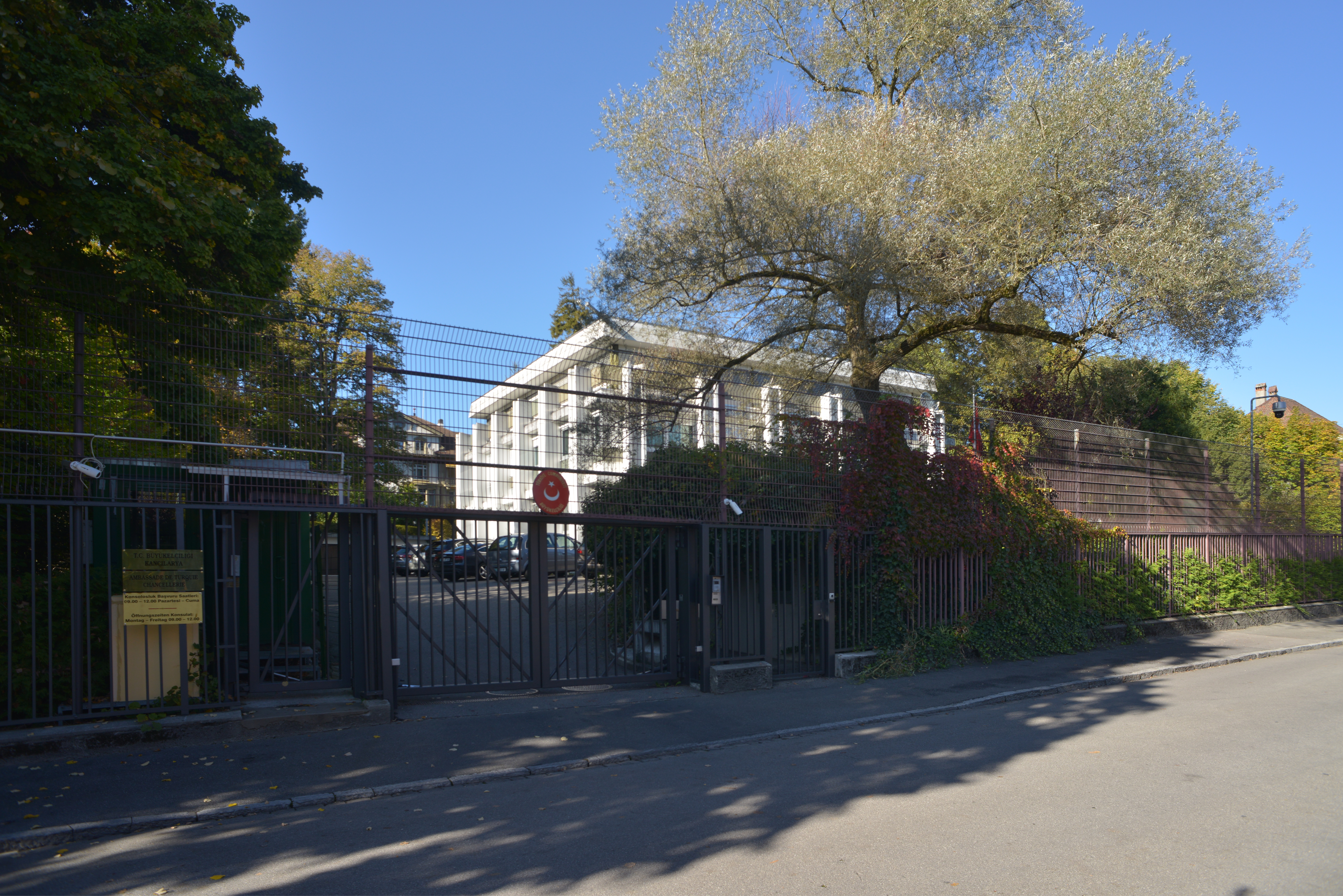
Botschaftsgelände am Lombachweg 33

Die Türkische Botschaft Bern (offiziell: Botschaft der Republik Türkei Bern; Türkiye Cumhuriyeti Bern Büyükelçiliği oder T.C. Bern Büyükelçiliği) ist die höchste diplomatische Vertretung der Republik Türkei in der Schweiz. Seit 14. November 2016 residiert Emine Ece Özbayoğlu Acarsoy als Botschafterin in dem Botschaftsgebäude.

## Geschichte
Die bilateralen Beziehungen zwischen dem Osmanischen Reich und der Schweiz begannen 1898 mit der Eröffnung eines osmanischen Konsulats in Genf. 1900 wurden die osmanischen Botschafter von Brüssel und Paris in Bern akkreditiert. Ab 1915 war das Reich auf Botschafterebene in der Schweiz vertreten. Der erste Botschafter der neu gegründeten Republik Türkei Mehmet Münir Ertegün begann am 1. November 1925 mit seiner Arbeit. Nach dem Anschlag auf die Botschaft in Bern wurden die diplomatischen Beziehungen für eineinhalb Jahre ausgesetzt.
Die Botschaft war von 1915 bis 1922 in der Villa Kocher in der Schlösslistrasse 5 untergebracht. 1922 siedelte die Botschaft in die Schläflistrasse 2 um und blieb dort bis 1926. 1926 kaufte die Türkei das Anwesen Kalcheggweg 18. Das dort 1907 von Albert Gerster im neobarocken Stil als Wohnhaus für einen Unternehmer erbaute Botschaftsgebäude wurde bis 1970 sowohl als Kanzlei als auch als Residenz genutzt. 1970 wurde auf der Rückseite des Grundstücks ein neues Kanzleigebäude mit der Adresse Lombachweg 33 errichtet. Das ältere Gebäude dient seitdem ausschliesslich als Botschafterresidenz. Zum Inventar gehören die Gemälde Köy (1928), Camili Kasaba (1938) und Beylerbeyi (1963) von Hikmet Onat sowie Desenli Vazo (1935) und Şevket ile Aptullan (1935) von İbrahim Çallı.

## Anschläge

### Anschlag auf Botschafter Doğan Türkmen
Am 6. Februar 1980 wurde der türkische Botschafter Doğan Türkmen nach einem Treffen in der britischen Botschaft in Bern Opfer eines Waffenschusses. Als sein Auto an einer Ampel anhielt, schoss eine dort wartende Person in Richtung des Botschafters. Der Fahrer machte ein plötzliches Wendemanöver und fuhr in die entgegengesetzte Richtung. Türkmen, der von einem Kugelsplitter in der linken Augenbraue getroffen wurde, begab sich sofort zur Behandlung ins Krankenhaus und kehrte wenig später an seinen Arbeitsplatz zurück. Zur Tat hatte sich die Terrororganisation "Gerechtigkeitskommandos des armenischen Völkermords" bekennt.
Nachdem Augenzeugen der Polizei das Kennzeichen des Wagens, in dem der Täter unterwegs war, gemeldet hatten, führten die Ermittlungen drei Tage nach dem Anschlag zur Verhaftung von Max Hraïr Kilndjian, einem Franzosen armenischer Herkunft, in Marseille. Der 1942 in Marseille geborene Kilndjian, der in der Stadt einen Tabakladen betrieb, wurde zu zwei Jahren Haft verurteilt. Kilndjian, der seit dem 8. Februar 1980 inhaftiert war, wurde am 29. Februar 1982, 4 Tage nach der Bestätigung seines Urteils, wieder entlassen.

### Eindringen in Botschaft
Am 24. Juni 1993 haben sich PKK-Sympathisanten vor dem Botschaftsgebäude für eine Demonstration versammelt. Nachdem es zu Attacken an Sicherheitspersonal und dem Versuch, ins Botschaftsgelände einzudringen, gekommen ist, ist die Lage eskaliert. Botschaftsmitarbeiter haben Schüsse in die Luft gefeuert. Später wurde ein Mann, der über den Zaun klettern wollte, vom türkischen Botschafter angeschossen und getötet. Die Kantonspolizei konnte später die Demonstration auflösen und die Lage beruhigen.
Der Botschafter Kaya Toperi wurde danach zur "Persona non grata" erklärt. Zudem wechselte die Türkei ihr Botschaftspersonal aus. Es folgte eine Abkühlung der Beziehungen zwischen der Schweiz und der Türkei. Erst eineinhalb Jahre nach dem Ereignis wurden wieder Botschafter ausgetauscht.